# Barriere (singolo)
Barriere è un singolo del cantautore italiano Holden, pubblicato il 22 maggio 2020.

## Descrizione
Il brano è scritto, composto e prodotto dallo stesso cantautore.

## Tracce
Testi e musiche di Joseph Carta.
1. Barriere – 3:24